# Песчаное (озеро, Брестская область)
Песча́ное (бел. Пясча́нае) — озеро в Ивановском районе Брестской области Белоруссии. Относится к бассейну реки Пина.

## Описание
Озеро Песчаное находится в 18 км к юго-западу от города Иваново. По берегам расположены деревни Власовцы и Одрижин. Высота водного зеркала над уровнем моря — 139,2 м.
Площадь поверхности озера составляет 2,09 км², длина — 2,37 км, наибольшая ширина — 1,72 км. Длина береговой линии — 7 км. Наибольшая глубина — 5,7 м, средняя — 3,2 м. Объём воды в озере — 6,75 млн м³. Площадь водосбора — около 50 км².
Котловина озера вытянута несколько вытянута с севера на юг и имеет лопастную форму. Склоны пологие, песчаные, преимущественно распаханные. Восточный склон заболочен и покрыт кустарником. Высота склонов составляет 2—4 м, на юге увеличиваясь до 7 м. Береговая линия умеренно извилистая. Берега низкие, песчаные, на востоке и северо-востоке заболоченные, на юге местами обрывистые.
Присутствует остров площадью 3,7 га. Мелководье песчаное, узкое, но расширяющееся на севере и вокруг острова. На глубине дно сапропелистое. Наибольшие глубины отмечаются в центральной и южной частях озера, максимальная — за немногим более 0,4 км к юго-востоку от острова.
Сапропель озера Песчаное покрывают 55 % площади дна. Его запасы составляют 5,5 млн м³, из которых 2,8 млн относятся к кремнезёмистому типу, 1,9 млн — к карбонатному, 0,8 млн — к смешанному. Средняя мощность отложений — 4,1 м, максимальная — 7,5 м. Естественная влажность сапропеля — 89 %, зольность — 43—67 %, водородный показатель — 6,8—7,4. Содержание в сухом остатке (в %): азота — 1,6—2,3, окислов кальция — 4,1—27,4, калия — 0,1—0,5, фосфора — 0,6—2,2. Сапропель может использоваться для раскисления почвы либо в качестве удобрения.
Водоём встроен в обширную систему мелиорационных каналов. Впадает канава Кобельская, вытекает канава Заозёрная
Озеро интенсивно зарастает. В воде обитают окунь, плотва, лещ, щука, линь, карась и другие виды рыб.

## Достопримечательности
Рядом с озером находится археологический памятник Песчаное — стоянка древнего человека, датированная XI—VI веками до н. э.